# Новый (городской округ Красногорск)
Новый — посёлок (бывший военный городок) в Московской области России. Входит в городской округ Красногорск. Население — 2237 чел. (2010).

## География
Расположен в 24 км к западу от центра Москвы и в 6,5 км от МКАД, в городском округе Красногорск.
Находится в 400 м от Новорижского шоссе и в 1 км от платформы Красногорская Рижского направления Московской железной дороги.
В посёлке расположен ФГБУ «3-й Центральный военный клинический госпиталь имени А.А.Вишневского».

## История

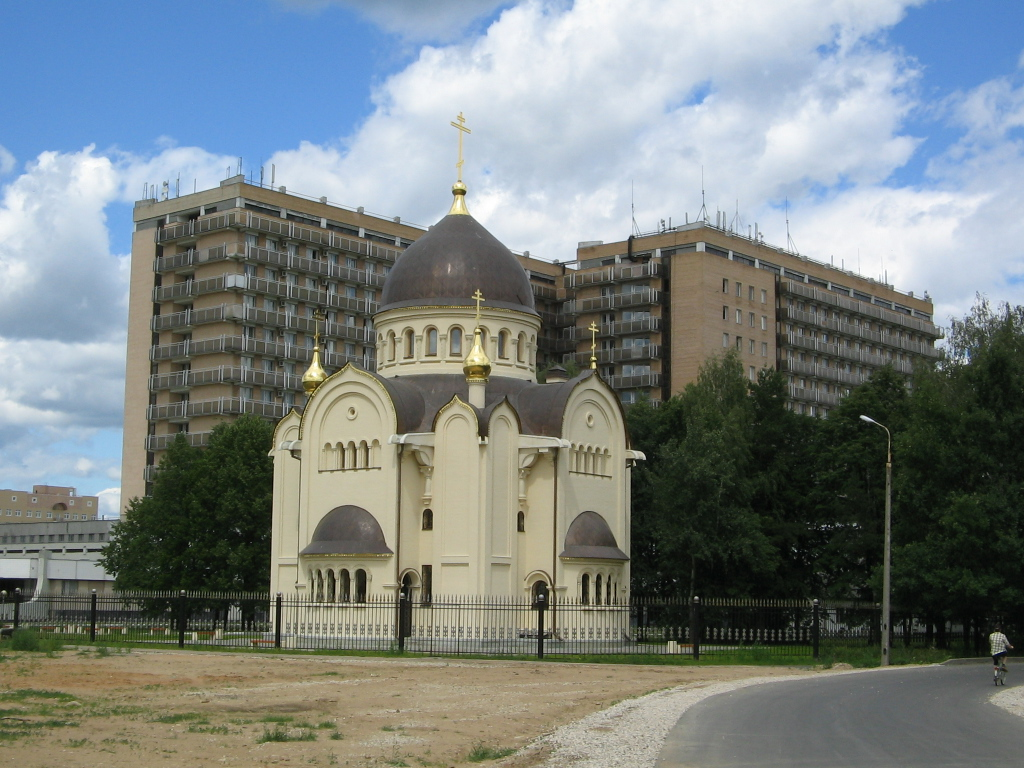
Храм святителя Луки и госпиталь имени Вишневского

История посёлка началась в августе 1964 года, когда на площадку рядом с подмосковным Красногорском прибыла комиссия в составе Министра обороны Маршала Советского Союза Р. Я. Малиновского, заместителя Министра обороны -начальника Тыла Вооружённых Сил Маршала Советского Союза И. Х. Баграмяна, заместителя Министра обороны по строительству и расквартированию войск генерала армии А. Н. Комаровского, начальника Центрального военно-медицинского управления генерал-полковника медицинской службы Д. Д. Кувшинского и других генералов, с целью осмотреть площадку и заложить первый камень в строительство 3-го Центрального военного клинического госпиталя.
Место под строительство было отведено не случайно. Район Красногорска с давних времен славился своими природными условиями, живописными лесами и полями. Плюс ко всему близость к Москве и Центральному военному санаторию «Архангельское» делали этот район наиболее предпочтительным из множества других. Выбор площадки произвёл начальник госпиталя генерал-майор медицинской службы Н. М. Невский, лично, в июне 1964 года, осмотрев территорию.
Для строительства госпиталя составили подробный план, в котором определили ответственных лиц. План был утверждён Министром обороны Маршалом Советского Союза Р. Я. Малиновским. Строительство велось в круглосуточном режиме.
Одновременно рядом с госпиталем был заложен жилой городок для врачей, медицинских сестёр и обслуживающего персонала. Вопрос о строительстве жилого городка обсуждался довольно бурно. Долго решали где нужно создавать городок — в Москве или в Красногорске, была даже создана специальная комиссия, которая в итоге и приняла конечное решение.
Военные строители делали всё возможное для выполнения работ в срок. Были и срывы в доставке материалов, и чрезвычайные происшествия, но тем не менее, усилиями специалистов 37-го УНР, к весне 1968 года основной корпус госпиталя и первые дома в городке были сданы.

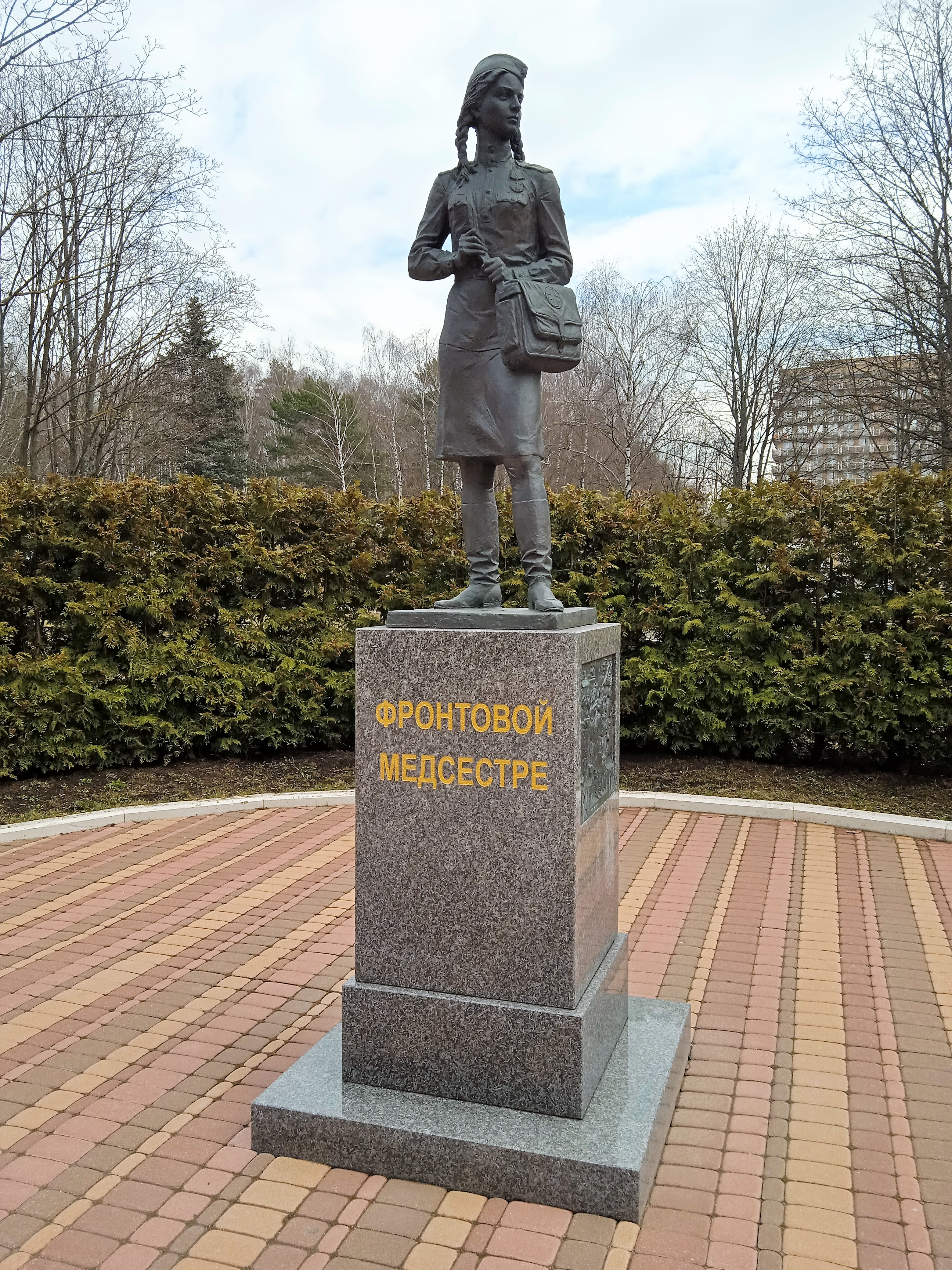
Памятник фронтовой медсестре

Вокруг возведённого корпуса госпиталя были разбиты газоны, установлены фонтаны и лавки, высажены около 800 деревьев: сосны, берёзы, плакучие ивы, клёны, сирень и другие. Работы по посадке производились силами войсковой части 20712 и главного агронома санатория «Архангельское» А. Н. Полонской. Асфальтирование дорог и тротуаров было выполнено УНР-38.
20 июня 1968 года состоялось официальное открытие госпиталя.
Военный городок при госпитале просуществовал вплоть до 90-х годов XX века, пока не был введён в состав сельского поселения — Ильинское Красногорского района и не получил статус посёлка с названием — Новый.
С 1994 до 2004 года посёлок входил в Воронковский сельский округ Красногорского района, а с 2005 до 2017 года включался в состав Ильинского сельского поселения Красногорского муниципального района.
В 2006 году, в посёлке, рядом с госпиталем, был торжественно открыт Храм во Имя Святителя Луки.
В 2014 году комиссией Совета депутатов сельского поселения Ильинское  принято решение от 26.03.2014г. № 484-53 утвердить с 2014г. ежегодную дату празднования Дня поселка Новый в последнее воскресенье мая и возложить организацию и проведение празднования на администрацию  поселения.
В 2014 году п.Новый  к  своему 50-ти летнему юбилею получил своего  рода свидетельство о рождении.

## Население
| 2002 | 2006  | 2010  |
| ---- | ----- | ----- |
| 1756 | →1756 | ↗2237 |

## Инфраструктура

Карта посёлка

- Амбулатория, госпиталь;
- Магазины;
- Храм во Имя Святителя Луки;
- Хоккейная коробка.

## Транспорт
Посёлок Новый (ост. «Госпиталь имени Вишневского») имеет регулярное автобусное сообщение с городами Москва и Красногорск: в Москву следует маршрут № 568 до станции метро «Тушинская».
Также до Москвы можно добраться электропоездом от железнодорожной платформы «Красногорская». Время движения до Рижского вокзала — 35 минут.